# Horisme sternecki
Horisme sternecki là một loài bướm đêm trong họ Geometridae.